# کونستانتینا دیتا
کونستانتینا دیتا (رومانیایی: Constantina Diță؛ زادهٔ ۲۳ ژانویهٔ ۱۹۷۰) دونده سابق اهل رومانی است. از افتخارات وی میتوان به کسب مدال طلا دو ماراتن زنان در بازی‌های المپیک تابستانی ۲۰۰۸ اشاره کرد.